# Наохиро Такахара
Наохиро Такахара (јап. 高原 直泰; 4. јун 1979) јапански је фудбалски тренер и бивши фудбалер.

## Каријера
Током каријере је играо за Џубило Ивата, Хамбургер, Ајнтрахт Франкфурт, Урава Ред Дајмондс и многе друге клубове.

## Репрезентација
За репрезентацију Јапана дебитовао је 2000. године. Наступао је на Светском првенству (2006. године) и освојио је азијска купа (2000. године) с јапанском селекцијом. За тај тим је одиграо 57 утакмица и постигао 23 гола.

## Статистика
| Јапан  | Јапан   | Јапан  |
| Година | Наступи | Голови |
| ------ | ------- | ------ |
| 2000.  | 11      | 8      |
| 2001.  | 4       | 0      |
| 2002.  | 4       | 1      |
| 2003.  | 8       | 2      |
| 2004.  | 5       | 1      |
| 2005.  | 7       | 2      |
| 2006.  | 5       | 3      |
| 2007.  | 9       | 6      |
| 2008.  | 4       | 0      |
| Укупно | 57      | 23     |

## Трофеји

### Клуб
- Џеј лига (2): 1999., 2002.
- Царски куп (1): 1998.

### Јапан
- Азијски куп (1): 2000.